# Добринское сельское поселение (Суровикинский район)
До́бринское се́льское поселе́ние — муниципальное образование в составе Суровикинского района Волгоградской области.
Административный центр — хутор Добринка.

## История
Добринское сельское поселение образовано 21 декабря 2004 года в соответствии с Законом Волгоградской области № 971-ОД.

## Население
| 2010 | 2012 | 2013 | 2014 | 2015 | 2016 | 2017 |
| ---- | ---- | ---- | ---- | ---- | ---- | ---- |
| 973  | ↘955 | ↘954 | ↘937 | ↘933 | ↘912 | →912 |
| 2018 | 2019 | 2020 | 2021 |      |      |      |
| ↘891 | ↘870 | ↘863 | ↘844 |      |      |      |

## Состав сельского поселения
| № | Населённый пункт | Тип населённого пункта        | Население |
| - | ---------------- | ----------------------------- | --------- |
| 1 | Добринка         | хутор, административный центр | ↘754      |
| 2 | Савинский        | хутор                         | 219       |